# دميتري سيتشيف
دميتري سيتشيف (بالروسية: Дмитрий Евгеньевич Сычёв)‏ ، من مواليد 26 أكتوبر 1983 ، لاعب كرة قدم روسي.
يلعب مع نادي لوكوموتيف موسكو.
يلعب مع منتخب روسيا لكرة القدم.

## روابط خارجية
- دميتري سيتشيف على موقع الاتحاد الدولي (مؤرشف)  (الإنجليزية)
- دميتري سيتشيف على موقع الاتحاد الأوربي (الإنجليزية)
- دميتري سيتشيف على موقع قاعدة بيانات كرة القدم.إي يو (الإنجليزية)
- دميتري سيتشيف على موقع بيانات كرة القدم. دي إي (الألمانية)
- دميتري سيتشيف على موقع ليكيب (الفرنسية)
- دميتري سيتشيف على موقع ناشيونال فوتبول تيمز (الإنجليزية)
- دميتري سيتشيف على موقع Soccerway.com (الإنجليزية)
- دميتري سيتشيف على موقع عالم كرة القدم.نت (الإنجليزية)
- دميتري سيتشيف على موقع كووورة